# Phacellanthus tubiflorus
Phacellanthus tubiflorus là loài thực vật có hoa thuộc họ Cỏ chổi. Loài này được Siebold & Zucc. miêu tả khoa học đầu tiên năm 1846.